# Olatunji Concert
Olatunji Concert – ostatnie koncertowe nagranie saksofonisty Johna Coltrane’a. Wykonano je dla lokalnej stacji radiowej WLIB 23 kwietnia 1967 roku w Olatunji Center of African Culture w Nowym Jorku, ale wydano pośmiertnie dopiero w roku 2001 na płycie CD. Płyta zawiera dwa utwory znane z wcześniejszych nagrań i występów artysty: Ogunde i My Favorite Things. Występ odbył się niecałe trzy miesiące przed śmiercią Coltrane’a, który zdążył wystąpić przed publicznością jeszcze raz: 7 maja w Baltimore. 

## Lista ścieżek
1. Introduction - 0:35
2. „Ogunde” - 28:25
3. „My Favorite Things” - 34:38

## Wykonawcy
- John Coltrane – saksofon sopranowy, saksofon tenorowy
- Pharoah Sanders – saksofon tenorowy
- Alice Coltrane – fortepian
- Jimmy Garrison – kontrabas
- Rashied Ali – perkusja
- Algie DeWitt – bęben bata
- prawdopodobnie Jumma Santos – instrumenty perkusyjne